# Vladimir Branković
Vladimir Branković, cyr. Владимир Бранковић (ur. 22 września 1985 roku w Belgradzie) – serbski piłkarz występujący na pozycji obrońcy. Od 2016 zawodnik Spartaka Subotica.